# 亞岑基
49°24′39″N 34°2′59″E / 49.41083°N 34.04972°E
亞岑基（烏克蘭語：Яценки），是烏克蘭中部的村莊，隸屬波爾塔瓦州的波爾塔瓦區。該村分別距離戈利馬尼夫卡0.5公里、帕先基和帕西基夫卡1.5公里，海拔高度129米，2001年人口116。